# Barbara Engel (Architektin)
Barbara Engel (* 1969 in Offenbach am Main) ist deutsche Architektin, Hochschullehrerin für internationalen Städtebau und Studiendekanin am Karlsruher Institut für Technologie (KIT).

## Leben und Wirken
Nach dem Abitur studierte sie von 1988 bis 1995 Architektur an der Technischen Hochschule Darmstadt. Es folgten bis 2002 ein Lehrauftrag und die wissenschaftliche Mitarbeit am Lehrstuhl für Städtebauliches Entwerfen, Stadtplanung und Raumgestaltung an der Brandenburgischen Technischen Universität Cottbus (BTU). Nach einem Studienaufenthalt an der Staatlichen Hochschule für Architektur und Bauwesen in St. Petersburg war sie Gründungsmitglied eines Architekturbüros mit Standorten in Offenbach und Berlin.
Weitere Forschungsaufenthalte führten sie wieder nach Russland. An der Staatlichen Technischen Universität in Irkutsk recherchierte sie ab 2002 zu neuen Industriestädten in Sibirien und hatte entsprechende Lehraufträge. Im Jahr 2002 erfolgte ebenfalls die Gründung von metroton, einem Studio für Stadtaufnahmen in Berlin. Ihr Dissertationsprojekt Öffentliche Räume in den Blauen Städten Russlands mit DAAD-Förderung am Institut für Städtebau und Landschaftsplanung der BTU schloss sie 2004 mit der Promotion (summa cum laude) ab.
Im Jahr 2007 hatte sie eine Gastprofessur an der Kent State University in Ohio inne. Am Stadtplanungsamt Dresden arbeitete sie 2008 bis 2013 als Abteilungsleiterin. Gleichzeitig lehrte sie Städtebauliches Entwerfen am Institut für Städtebau und Regionalplanung an der Fakultät für Architektur der Technischen Universität Dresden. In den Jahren 2010 und 2011 lehrte sie an der Technischen Universität Irkutsk.
Im Jahr 2013 nahm Engel den Ruf auf den Lehrstuhl für Internationalen Städtebau und Entwerfen am Karlsruher Institut für Technologie an. Sie ist Studiendekanin in der Fakultät für Architektur.
Die Forschung und Lehre von Barbara Engel umfasst Themen des internationalen Städtebaus mit einem Schwerpunkt auf postsowjetische Stadtforschung. Aktuell beschäftigt sie sich mit der Ukraine.

## Schriften (Auswahl)
- Öffentliche Räume in den Blauen Städten Russlands. Wasmuth, Tübingen / Berlin 2004.
- (als Herausgeberin): Stadt- und Freiraumplanung in Russland vor neuen Herausforderungen. Dresden 2006.
- Wieviel Denkmal brauchen wir? In: Bundesministerium für Verkehr, Bau und Stadtentwicklung (Hrsg.): Dokumentation der Baukulturwerkstatt 2012.
- Urban planning in a global context. (Dokumentation BA + MA Seminar im WS 2018/2019) KIT, Karlsruhe 2020.
- Hidden qualities of Cheryomushki. (Dokumentation MA Seminar im WS 2018/2019; HG) KIT, Karlsruhe 2020.

## Mitgliedschaften
- Architektenkammer Berlin
- Deutsche Akademie für Städtebau und Landesplanung (DASL)
- Vereinigung für Stadt-, Regional- und Landesplanung (SRL)
- Gestaltungsbeirat der Stadt Halle (Vorsitzende)
- Gestaltungsforum der Stadt Leipzig

## Ehrungen und Auszeichnungen
- 2005: Auszeichnung der Dissertation im Rahmen des Otto-Borst-Preises
- 2014: Lehrpreis der Fakultät Architektur des Karlsruher Instituts für Technologie